# 地力増進法
地力増進法（ちりょくぞうしんほう、昭和59年5月18日法律第34号）は、農業生産力の増進と農業経営の安定に関する法律である。
1984年5月18日に公布された。

## 概要
この法律は、地力の増進を図るための基本的な指針の策定および地力増進地域の制度について定めるとともに、土壌改良資材の品質に関する表示の適正化のための措置を講ずることにより、農業生産力の増進と農業経営の安定を図ることを目的とする。この法律で「地力」とは、土壌の性質に由来する農地の生産力をいう。